# برايان هاويس
برايان هاويس (بالإنجليزية: Brian Howes)‏ هو ملحن ومنتج أسطوانات ومغني كندي وأمريكي، ولد في 1975 في لوس أنجلوس في الولايات المتحدة.

## وصلات خارجية
- الموقع الرسمي
- برايان هاويس على موقع ميوزك برينز (الإنجليزية)
- برايان هاويس على موقع ديسكوغز (الإنجليزية)